# Nortel
Nortel, tên đầy đủ là Nortel Networks Limited, tên cũ là Northern Telecom Limited, thành lập năm 1895, là một công ty đa quốc gia chuyên sản xuất thiết bị viễn thông, có trụ sở chính tại Toronto, Canada.
- Nortel Lưu trữ ngày 20 tháng 10 năm 2007 tại Wayback Machine
- LG-Nortel Lưu trữ ngày 14 tháng 5 năm 2010 tại Wayback Machine
- (en) Innovative Communications Alliance (Nortel – Microsoft) Lưu trữ ngày 3 tháng 12 năm 2009 tại Wayback Machine